# وایمار ۳۵۳۹
سیارک ۳۵۳۹ (به انگلیسی: 3539 Weimar، نامگذاری:1967GF1) سه هزار و پانصد و سی و نهمین سیارک کشف شده‌است که در ۱۱ آوریل ۱۹۶۷ کشف شد.
قدر مطلق سیارک برابر ۱۳٫۰۰ است.